# Ľubá
Ľubá est une commune du district de Nové Zámky, dans la région de Nitra, en Slovaquie.

## Histoire
La première mention écrite du village date de 1247.

## Démographie

### Évolution de la population
| Année:               | 1994. | 2004.  | 2014.   | 2024.   |
| -------------------- | ----- | ------ | ------- | ------- |
| Nombre de personnes: | 440   | 451    | 435     | 407     |
| Différence:          |       | +2,5 % | -3,54 % | -6,43 % |

| Année:               | 2023. | 2024.   |
| -------------------- | ----- | ------- |
| Nombre de personnes: | 405   | 407     |
| Différence:          |       | +0,49 % |